# Otilio Ulate Blanco
Luis Rafael de la Trinidad Otilio Ulate Blanco (Alajuela, 25 agosto 1891 – San José, 27 ottobre 1973) è stato un politico costaricano.
È stato Presidente della Costa Rica dal novembre 1949 al maggio 1953 come rappresentante del Partito Unificazione Nazionale.